# William Roy (General)

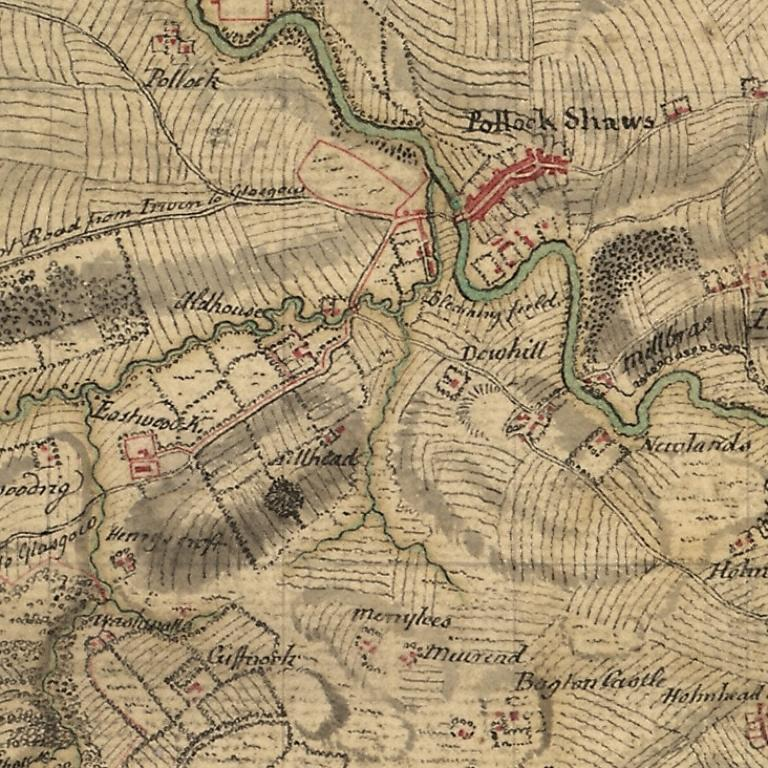
Karte aus William Roy's Military Survey of Scotland 1747–1755

William Roy (* 4. Mai 1726 in Carluke, South Lanarkshire, Schottland; † 1. Juli 1790 in London) war ein britischer Kartograf, Offizier, Geodät und Altertumsforscher.

## Leben
Sein Vater war als Factor mit der Grundstücksverwaltung befasst, so dass William Roy früh mit Landkarten und Grundstücksvermessungen in Kontakt kam. Als Jugendlicher war er wohl als Kartenzeichner im Board of Ordnance im Edinburgh Castle beschäftigt, jedenfalls hat er dort 1746 eine amtliche Karte der Schlacht bei Culloden angefertigt, mit der die Jakobitenaufstände niedergeschlagen wurde.
Um die schottischen Highlands besser kontrollieren zu können, befahl König Georg II. deren Kartierung, die unter dem Befehl des Duke of Cumberland in den Jahren 1747 bis 1752 von Roy und verschiedenen Soldaten durchgeführt und anschließend bis 1755 auf die Lowlands ausgedehnt wurde. Diese  Landkarten wurden als The Duke of Cumberland’s Map und allgemein als Roy’s Map of Scotland bekannt.
Der beginnende Siebenjährige Krieg beendete die weitere Kartierung Schottlands. Der bis dahin als Zivilist tätige Roy wurde Armeeleutnant und Mitglied des Corps of Engineers und in den Süden Englands kommandiert, um dort die Küstenverteidigung im Hinblick auf eine erwartete französische Invasion zu inspizieren. Dabei erstellte er Pläne von Verteidigungsanlagen und Kartenskizzen verschiedener Küstenabschnitte.
Bei der Vorbereitung der Schlacht bei Minden 1759 erwarb er sich Verdienste, indem er die bis dahin übliche Darstellung des geplanten Schlachtverlaufs auf einer Serie von einzelnen Blättern in einem einzigen Plan zusammenfasste, was den Überblick über die Planung erheblich verbesserte. Diese Methode wurde daraufhin allgemein eingeführt. Er selbst machte danach rasch Karriere.
Nach dem Krieg kehrte er nach London zurück. Auch wenn die erwartete französische Invasion nicht stattgefunden hatte, befürwortete er eine landesweite Vermessung. Er wurde zwar 1765 zum Surveyor General ernannt, aber nach den Kosten des vergangenen Krieges und danach des Amerikanischen Unabhängigkeitskrieges gab es keine Mittel für eine geodätische Vermessung.
Schon während der Kartierung Schottlands hatte er Spuren römischer Siedlungen und Kastelle notiert und in seinen Karten verzeichnet. Sein Interesse für römische Altertümer blieb auch danach bis zu seiner Zeit als Surveyor General erhalten. Viele seiner Zeichnungen von inzwischen verlorengegangenen römischen Niederlassungen sind heute die einzigen historischen Quellen.
1767 wurde er Mitglied der Royal Society. In der British Army wurde er 1763 Lieutenant-Colonel und Direktor der Royal Engineers. 1777 stieg er zum Colonel und schließlich 1781 zum Major-General auf. Ab 1786 war er Kommandeur des 30th (Cambridgeshire) Regiment of Foot.
1783, als er schon 57 Jahre alt war, ergab sich völlig unerwartet eine neue Aufgabe. Cassini de Thury, der Direktor des Pariser Observatoriums, erhob in einem Memorandum Zweifel an der Richtigkeit der Koordinaten des Royal Greenwich Observatory und schlug vor, beide Observatorien mit einer Triangulation über den Ärmelkanal hinweg zu verbinden und damit die richtige Position zweifelsfrei festzustellen. Das Memorandum wurde in London zwar als anmaßend empfunden, aber Georg III. und Joseph Banks, der Präsident der Royal Society, schätzten das Projekt als nützlich ein, wenn es mit eigenen Leuten ausgeführt werde. So wurde Roy mit der Englisch-Französischen Trigonometrischen Vermessung beauftragt, die er zwischen 1784 und (nach dreijähriger Wartezeit auf Jesse Ramsdens neuen Theodolit) 1790 durchführte. Für die dabei vermessene erste britische Basislinie bei Hounslow Heath wurde er von der Royal Society mit der Copley-Medaille ausgezeichnet.
Er starb nach dem Abschluss dieser Vermessung am 1. Juli 1790 in London.
Mit dieser Vermessung legte er die Grundlage für die nach seinem Tod begonnene britische Landesvermessung durch den Ordnance Survey.